# Hypselomus
Hypselomus – rodzaj chrząszczy z rodziny kózkowatych i podrodziny zgrzypikowych.

## Zasięg występowania
Przedstawiciele tego rodzaju występują w Ameryce Południowej i Północnej od Nikaragui i wyspy Saint Lucia na północy po Argentynę na południu.

## Systematyka
Do Hypselomus należy 12 gatunków:
- Hypselomus bellus
- Hypselomus cristatus
- Hypselomus duofasciatus
- Hypselomus ericksoni
- Hypselomus fuscofasciatus
- Hypselomus globiferus
- Hypselomus lineatus
- Hypselomus multivittatus
- Hypselomus papulentus
- Hypselomus phileta
- Hypselomus pyropina
- Hypselomus ramirezi